# 비밀스러운 초대
《비밀스러운 초대》(영어: The Invitation)는 미국에서 제작된 카린 쿠사마 감독의 2015년 공포 스릴러 영화이다. 로건 마셜그린, 태미 블랜처드, 미힐 하위스만, 에마야치 코리날디 등이 출연하였고, 마사 그리핀 등이 제작에 참여하였다.

## 줄거리
윌은 전 아내 이던이 예전에 함께 살았던 할리우드힐스 집에서 연 저녁 파티에 여자친구 키라와 함께 참석한다. 윌과 이던은 어린 아들이 사고로 사망하면서 이혼에 이르렀으며, 현재 이던은 새 남편 데이비드의 소개로 슬픔을 극복하는 데 도움을 주는 자조 집단이라는 디 인비테이션(The Invitation)에 가입한 상태이다. 이던과 데이비드는 디 인비테이션에 완전히 경도돼있으며 이곳에서 내세우는 삶의 방식과 가르침을 손님들에게 선전하려든다. 파티가 진행될수록 윌은 이던과 데이비드가 뭔가 악의적인 의도로 파티를 연 것이 아닌가 의심한다.

## 출연
- 로건 마셜그린 - 윌 역
- 태미 블랜처드 - 이던 역
- 미힐 하위스만 - 데이비드 역
- 에마야치 코리날디 - 키라 역
- 린지 버지 - 세이디 역
- 제이 라슨 - 벤 역
- 미셸 크루직 - 지나 역
- 조디 빌러수소 - 미겔 역
- 마이크 도일 - 토미 역
- 존 캐럴 린치 - 프루잇 역
- 칼 윤 - 최 역
- 토비 허스 - 조지프 박사 역
- 마리에 델피노 - 클레어 역

## 기타 제작진
- 의상: 얼리샤 레이크래프트